# 汉武帝币制改革
汉武帝币制改革指中国西汉武帝统治时期进行的币制改革。西汉自建立以来，币制混乱，郡国铸币失控又是汉景帝时期七国之乱发生的原因之一，故汉武帝即位后，为了中央政府在经济管理和政治统治上的需要，便十分重视解决币制问题，先后进行了六次币制改革，基本解决了汉初以来一直未能解决的币制问题，一方面稳定了金融，另一方面将汉高帝下放地方的铸币权重新统一于中央。 

## 背景
《漢書·食貨志》載，“秦兼天下，幣為二等：黃金以鎰為名，上幣；（孟康曰：「二十兩為鎰。」師古曰：「改周一斤之制，更以鎰為金之名數也。高祖初賜張良金百鎰，此尚秦制也。上幣者，二等之中黃金為上而錢為下也。」）銅錢質如周錢，（臣瓚曰：「言錢之形質如周錢，唯文異耳。」）文曰「半兩」，重如其文。而珠玉龜貝銀錫之屬為器飾寶臧，不為幣，然各隨時而輕重無常。”秦朝幣制以黃金與半兩二等並行，黃金為上，半兩為下。
西漢建立初期繼承了秦朝的幣值。漢高帝統治時期，“為秦錢重難用，更令民鑄錢，一黃金一斤，約法省禁。”此處所說的“令民鑄錢”，即《漢書·食貨志》曰：「鑄榆莢錢。」或稱榆莢半兩。《史記》三家注曰：“按：古今注云榆莢錢重三銖，錢譜云文為「漢興」也。”而“一黃金一斤”及其下“馬一匹則百金”，可見《史記·平準書》臣瓚注曰：“秦以一鎰為一金，漢以一斤為一金”。《漢書·食貨志》師古注曰：「復周之制，更以斤名金。」故漢初在貨幣方面的調整，一是放開民間鑄錢，二是黃金單位改鎰爲斤。
“而不軌逐利之民，蓄積餘業以稽市物，物踊騰糶，米至石萬錢，馬一匹則百金。”米一石需要一万錢，馬一匹要黃金百斤，可見漢初市場上通貨膨脹較爲嚴重。爲了抑制通貨膨脹，漢朝統治者的做法是抑制商人。“天下已平，高祖乃令賈人不得衣絲乗車，重租稅以困辱之。孝惠、高后時，為天下初定，復弛商賈之律，然市井之子孫亦不得仕宦為吏。”可見孝惠、高后時雖減輕了對商賈的壓力，但並沒有完全撤銷之。

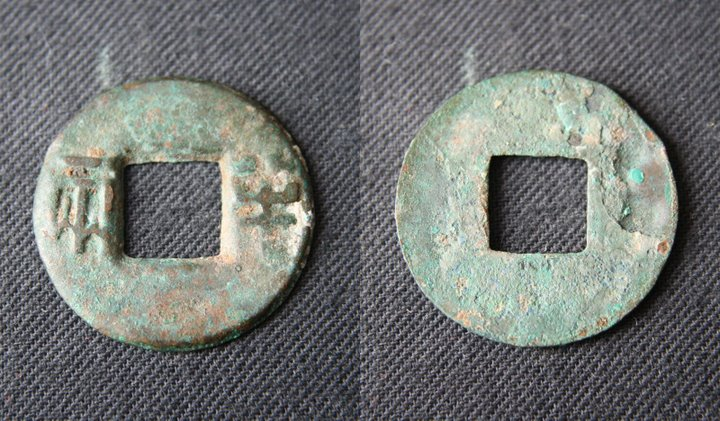
漢半两，漢文帝時期（前179年-前157年）鑄

“至孝文時，莢錢益多，輕，乃更鑄四銖錢，其文為「半兩」，令民縱得自鑄錢。故吳諸侯也，以即山鑄錢，富埒天子，其後卒以叛逆。鄧通，大夫也，以鑄錢財過王者。故吳、鄧氏錢布天下，而鑄錢之禁生焉。”漢文帝為取代質量低劣的榆莢半兩而更鑄四銖半兩，但放開了對民間鑄錢的禁令，在經濟和政治上都有重大弊端，最後影響到中央政府的統治基礎。賈誼曾諫漢文帝勿除盜鑄錢令，未果。
到了漢武帝統治時期，由於對外征伐不斷，中央財政從此前“京師之錢累巨萬，貫朽而不可校。”的一變而為入不敷出的困局。“而富商大賈或蹛財役貧，轉榖百數，廢居居邑，封君皆低首仰給。

## 第一次改革
汉武帝于建元元年（前140年）春二月行三铢钱。《漢書·武帝紀》師古注曰：「新壞四銖錢造此錢也，重如其文。見食貨志。」这次改革使铜铸币的名义价值与法定重量恢复一致。

## 第二次改革
第一次改革后，因为其时三铢钱与四铢重的半两等价流通，再加上盗铸盛行，故三铢未能坚持流通。因此，汉武帝于建元五年（前136年）春“罷三銖錢，行半兩錢。”

## 第三次改革
元狩四年（前119年），汉武帝又下令重新铸造三铢钱，并造白鹿皮幣和白金三品。为了抑制盗铸，汉武帝还颁布了盗铸金钱者死罪令。此次改革是漢武帝歷次幣制改革中動作較大的一次。
《史記·平準書》載，“是時禁苑有白鹿而少府多銀錫。自孝文更造四銖錢，至是歲四十餘年，從建元以來，用少，縣官往往即多銅山而鑄錢，民亦閒盜鑄錢，不可勝數。錢益多而輕，物益少而貴。有司言曰：「古者皮幣，諸侯以聘享。金有三等，黃金為上，白金為中，赤金為下。今半兩錢法重四銖，而姦或盜摩錢裏取鎔，錢益輕薄而物貴，則逺方用幣煩費不省。」乃以白鹿皮方尺，縁以藻繢，為皮幣，直四十萬。王侯宗室朝覲聘享，必以皮幣薦璧，然後得行。”即皮幣的實行，主要是為王侯宗室朝覲聘享之用，使他們向中央政府的納貢不受劣錢影響。
由於少府多銀錫，“又造銀錫為白金。以為天用莫如龍，地用莫如馬，人用莫如龜，故白金三品：其一曰重八兩，圜之，其文龍，名曰「白選」，直三千；二曰以重荖小，方之，其文馬，直五百；三曰復小，撱之，其文龜，直三百。”白金三品幣值介於三銖與黃金之間，這樣就形成了一套比過去更加複雜的貨幣體系。中央政府通過手中積累的此前並非貨幣的銀錫，定以高價，即可借機剝奪大商人的財富，增加中央財政收入。
漢武帝還“令縣官銷半兩錢，更鑄三銖錢，文如其重。”這是繼第一次改革後，再次試圖以三銖代替半兩的舉措。
| 類別     | 品級     | 兌換三銖 |
| -------- | -------- | -------- |
| 白鹿皮幣 | 白鹿皮幣 | 400000   |
| 黃金     |          |          |
| 白金三品 | 上品     | 3000     |
| 白金三品 | 中品     | 500      |
| 白金三品 | 下品     | 300      |
| 三銖     | 三銖     | 1        |

但是，這次幣制改革及禁民盜鑄之令並沒能在根本上遏制民間鑄錢，幣值較高的白金三品的推行反而刺激了民間盜鑄行爲。“盜鑄諸金錢罪皆死，而吏民之盜鑄白金者不可勝數。”
對於皮幣的實行，有的大臣也有不同意見。大農顏異便是其中之一。“上與湯旣造白鹿皮幣，問異。異曰：「今王侯朝賀以倉璧，直數千，而其皮薦反四十萬，本末不相稱。」天子不說。”

## 第四次改革
元狩五年（前118年），僅僅在上次改革一年后，汉武帝又开始进行第四次币制改革，改革内容是废三铢钱，改铸五铢钱。半兩也被明令廢止，“罷半兩錢，行五銖錢。”“有司言三銖錢輕，易姦詐，乃更請諸郡國鑄五銖錢，周郭其下，令不可磨取鎔焉。”當時的盜鑄銅錢者往往通過磨取得到銅屑，再將銅屑鎔鑄為錢。“周郭其下”的五铢钱因爲有郭為保護，難以被磨取銅屑，故能夠有效防止盜鑄。
五铢钱轻重适中，比较适合中国古代经济发展情况及价格水平对货币单位的要求，故在汉武帝以后的西汉乃至东汉、蜀、魏、晋、南齐、梁、陈、北魏、隋等朝代均有铸造，历时长达739年，成为中国历史上铸造数量最多、流通时间最长的货币。僅在西漢，“自孝武元狩五年三官初鑄五銖錢，至平帝元始中，成錢二百八十億萬餘云。”
元狩五年的這次幣制改革，汉武帝诏令各郡国铸行五铢钱。這種五銖錢称“郡国五铢”，或称“元狩五铢”。
改铸五铢钱的主要目的是在市场上树立货币信誉，以稳定金融，使私铸者因无利可图而自动放弃私铸，从而彻底解决私铸问题。但是，由于各地铸币的技术水平及铜矿的成分参差不齐，再加上各地官吏对命令的了解与奉行不一，所以所铸钱币的差别很大。有的郡国五铢与原来的汉半两一样，背平无轮郭；有的穿孔大，肉薄或肉厚。总而言之，这些质量差的郡国五铢基本上都有偷工减料使钱重达不到五铢的现象，而且随着时间推移，钱越铸越轻，越铸越粗劣。郡国官吏旧习难改，通过这种手段中饱私囊。这令五铢有可能重蹈汉半两、三铢的覆辙。
《漢書·食貨志》載，“自造白金五銖錢後五歲，而赦吏民之坐盜鑄金錢死者數十萬人。其不發覺相殺者，不可勝計。赦自出者百餘萬人。然不能半自出，天下大氐無慮皆鑄金錢矣。犯法者衆，吏不能盡誅，於是遣博士褚大、徐偃等分行郡國，舉并兼之徒守相為利者。（師古曰：「守，郡守也。相，諸侯相。」）”

## 第五次改革
为扭转上述“郡國多姦鑄錢，錢多輕”的被動局面，汉武帝元鼎二年（前115年）“公卿請令京師鑄鐘官赤側，一當五，賦官用非赤側不得行。”如淳曰：「以赤銅為其郭也。今錢見有赤側者，不知作法云何。」索隱曰鍾官掌鑄赤側之錢。韋昭云「側，邊也」，故晉灼云「以赤銅為郭。今錢見有赤側者」。鐘官赤側，一稱赤側五铢，因《漢書·食貨志》將“赤側”作“赤仄”，故也稱赤仄五铢，漢書音義曰：「俗所謂紫紺錢也」。新铸的“赤仄五铢”质量上乘，一枚等同于郡国五铢五枚之值。
“白金稍賤，民不寶用，縣官以令禁之，無益。歲餘，白金終廢不行。”故在此之前铸行的白金三品由此罢废。
赤仄五铢正面有轮无郭，背面轮郭兼备。外径约26毫米，内穿直径约9.5毫米，厚度达2毫米以上，重约4克。外郭线高而细，明显高于钱文，整体比较整齐，没有错位的现象。钱文的笔画较细，书体随意但工整，字有高有低，“五铢”两字中“铢”的“金”字头矢镞形较大，右侧“朱”头方折，上下长短相差不多。

## 第六次改革

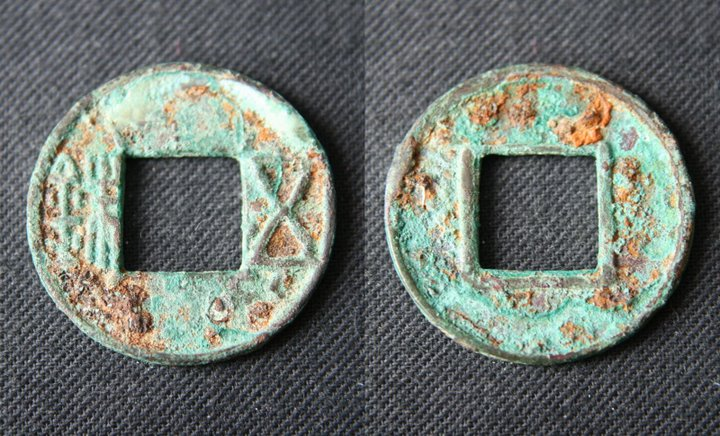
汉五铢，漢武帝時期鑄

由于赤仄五铢的比价是郡国五铢的五倍，在流通过程中产生诸多不便，而且因为其盗铸获利更多，故吸引了私铸与盗铸者铸赤仄五铢。赤仄五铢铸行二年后，因为“赤側錢賤，民巧法用之，不便，又廢。”
汉武帝于元鼎四年（前113年）将铸币权从各郡国收归中央政府，使中央政府对五铢进行统一铸造和发行。“於是悉禁郡國無鑄錢，專令上林三官鑄。錢旣多，而令天下非三官錢不得行，諸郡國所前鑄錢皆廢銷之，輸其銅三官。而民之鑄錢益少，計其費不能相當，唯真工大姦乃盜為之。”
所谓“三官五铢”或“上林三官钱”便是该次改革后铸造的五铢。《史记·平準书》裴骃集解：“漢書百官表：「水衡都尉，武帝元鼎二年初置，掌上林苑，屬官有上林均輸、鍾官、辨銅令。」然則上林三官，其是此三令乎？”如曰是，則上林三官指钟官、均输、辨铜令，乃水衡都尉的属官，统管铸钱。水衡都尉是中央政府为推广均输法而新设的官职，其办公地点为长安上林苑。三官五铢的边郭工整且重量准确、钱文秀丽，是质量上乘的铜钱，其盗铸成本较高，“而民之铸钱益少，计其费不能相当，唯真工大奸乃盗为之。”三官五铢的发行一举解决了困扰西汉金融多年的私鑄、盗铸问题，汉武帝的币制改革至此取得了较大成功。